# Ceratonyx tora
Ceratonyx tora là một loài bướm đêm trong họ Geometridae.